# Renaldo Nehemiah

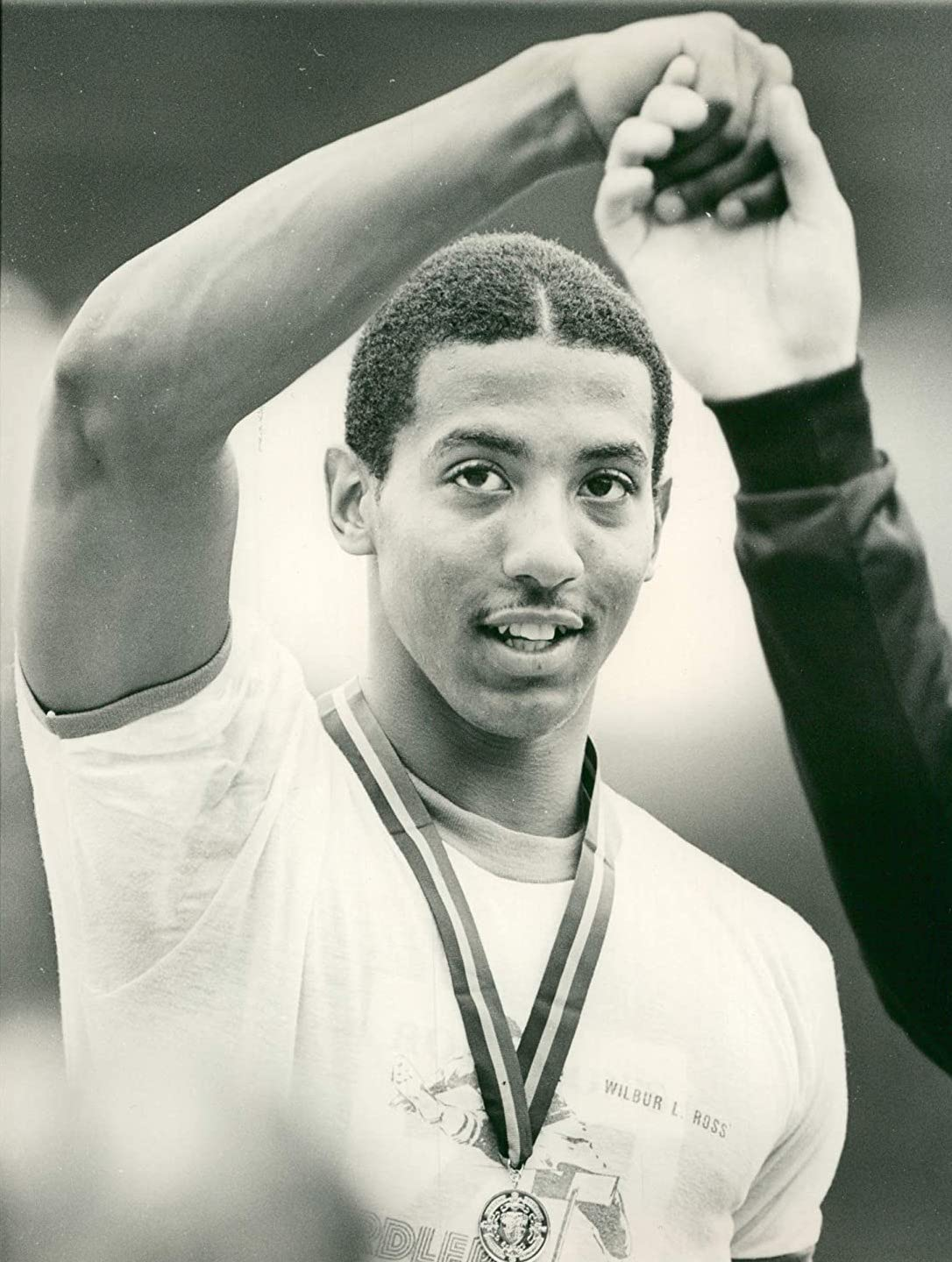
Fotografia de Reinaldo Nehemiah em 1981

Renaldo ("Skeets") Nehemiah (Newark, Nova Jersey, 24 de março de 1959), é um antigo atleta norte-americano que foi recordista mundial de 110 m barreiras e o primeiro homem a baixar a barreira dos 13 segundos neste evento. Passados trinta anos, a marca com que o fez, 12.93 s, faz dele o oitavo mais rápido de sempre em 110 m barreiras.
Foi também jogador profissional de futebol americano, tendo sido campeão da temporada de 1984 da National Football League jogando pelo San Francisco 49ers.